# Argina syringa
Argina syringa är en fjärilsart som beskrevs av Pieter Cramer 1775. Argina syringa ingår i släktet Argina och familjen björnspinnare. Inga underarter finns listade i Catalogue of Life.